# 赫利賽島
赫利賽島是蘇格蘭的島嶼，位於巴拉島和埃里斯凱島之間的大西洋海域，屬於外赫布里底群島的一部分，面積1.42平方公里，最高點海拔高度79米，島上無人居住。
57°01′N 7°21′W / 57.017°N 7.350°W